# Alireza Karimi
Alireza Karimi Machiani (en persan : علیرضا کریمی ماچیانی ; né le 21 mars 1994 à Rudsar) est un lutteur iranien, spécialiste de lutte libre.
Il refuse de combattre contre un adversaire israélien lors des Championnats du monde de 2013. Il remporte la médaille de bronze lors de ceux de 2015 dans la catégorie des moins de 86 kg.
Il est éliminé par J'den Cox lors des Jeux olympiques de 2016. En février 2018, la Fédération internationale des luttes associées le suspend pendant six mois pour avoir délibérément perdu un match afin d’éviter de rencontrer un lutteur israélien. À son retour de disqualification, il remporte le titre lors des Jeux asiatiques de 2018 à Jakarta.